# Peleteria adelphe
Peleteria adelphe là một loài ruồi trong họ Tachinidae.